# 施泰尔河畔阿沙赫
施泰尔河畔阿沙赫是奥地利上奥地利州施泰尔兰县的一个市镇。总面积22平方公里，总人口2191人，人口密度99.6人/平方公里（2005年）。